# Campeonato Brasileiro Feminino de Xadrez de 1957
O Campeonato Brasileiro Feminino de Xadrez de 1957 foi a 1ª edição da principal competição nacional feminina do esporte. A disputa foi realizada na cidade de São Paulo, nas dependências do Clube de Xadrez de São Paulo, entre 6 e 11 de maio de 1957. Dora Rúbio foi a campeã.

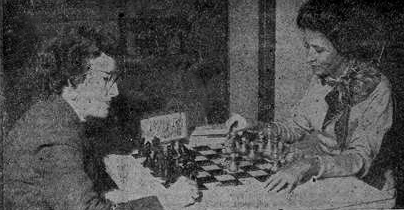
Noemi de Oliveira e Ewalda Ribeiro Cordioli

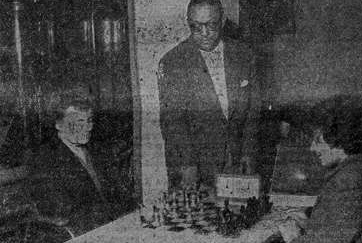
Taya Efremoff e Dora Rúbio

## Tabela de Resultados[3]
A competição foi jogada no sistema de todas contra todas em dois turnos.
| N° | Jogadora                | Estado | 1   | 2   | 3   | 4   | Total |
| -- | ----------------------- | ------ | --- | --- | --- | --- | ----- |
| 1  | Dora Rúbio              | SP     | --  | 1 0 | 1 1 | ½ 1 | 4½    |
| 2  | Ewalda Ribeiro Cordioli | SP     | 0 1 | --  | 0 ½ | 1 1 | 3½    |
| 3  | Noemi de Oliveira       | DF     | 0 0 | 1 ½ | --  | 1 1 | 3½    |
| 4  | Taya Efremoff           | SP     | ½ 0 | 0 0 | 0 0 | --  | ½     |